# Haji Muhammad Chamkani
Haji Muhammad Chamkani (Pasjtoe: حاجی‌محمد چمکنی) (1947- Kabul, 2012) was een Afghaans politicus. 
Na het aftreden van de communistische president Babrak Karmal (november 1986) werd Chamkani interim-president (tot september 1987). Hij werd opgevolgd door Mohammed Nadjiboellah, die lid was van de Democratische Volkspartij van Afghanistan. Chamkani had zich niet aangesloten bij een politieke partij.